# Лері Вінн
Ле́рі Вінн (справжнє ім'я: Валерій Ігорович Дятлов; 17 жовтня 1962, Дніпропетровськ) — сучасний український співак. Заслужений артист України (1999).

## Освіта
- Вінницький політехнічний інститут — 1984 р.
- Вінницьке музичне училище — 1993 р.

## Творчість
На професійній сцені з 1990 року, 1994-го псевдонім Лері Вінн.
Сплеск популярності співаку принесла пісня «Вітер», яка надовго стала візитівкою виконавця не тільки в Україні, але й на території країн СНД. Згодом вийшов альбом «Вітер з острова дощів».
З 1996 по 1999-й Валерій був ведучим і обличчям музичної програми «Шлягер бо Шлягер».
На фестивалі «Слов'янський базар у Вітебську» 1998 року співак знайомиться з композитором Ігорем Крутим, згодом було укладено контракт компанії «АРС» зі співаком.
1998 року знімається кліп на пісню «Ветер», вона стає фіналісткою московського фестивалю «Пісня-98». Співак співпрацює з дніпровською студією «OUT» і аранжувальником Андрієм Кирющенком.
1999 — зйомка кліпу на пісню «Літак» в Санкт-Петербурзі. Зйомка проводилася московським режисером Сергієм Кальварським і оператором Владом Опелянцем. Кліп потрапив в ротацію на MTV, «Гаряча десятка», «Вежа», «Добрий Ранок країна» та багатьох інших програмах йде в режимі «Гарячий хіт».
Під час президентської виборчої кампанії 1999 року разом із молодою співачкою Ані Лорак записав кліп «Голосуй по уму, голосуй за Кучму!», який широко транслювався на українському телебаченні. У тому ж році, після перемоги Леоніда Кучми на виборах, Дятлов отримує від президента звання «Заслужений Артист України».

## Хіти
- «Ветер»
- «Самолёт»
- «Бумажный корабль»
- «Голосуй по уму, голосуй за Кучму!»

## Громадська діяльність
- Член ради Товариства «Вінничани у Києві»